# Besso Peak
Der Besso Peak (chinesisch 小武夷山 Xiaowuyi Shan, deutsch ‚Kleiner Wuyi Shan‘) ist ein 122 m hoher Berg an der Ingrid-Christensen-Küste des ostantarktischen Prinzessin-Elisabeth-Lands. Er ragt 3,3 km nordwestlich der Law-Racoviță-Station und rund 0,7 km nordöstlich des Three Man Peak in den Larsemann Hills auf.
Das Antarctic Names Committee of Australia benannte ihn 1988 nach Rick Besso, Zimmerer auf der Davis-Station im Jahr 1985. Namensgeber der chinesischen Benennung ist das Gebirge Wuyi Shan in China. 